# Вербка (станція)
Ве́рбка — вузлова проміжна залізнична станція Рівненської дирекції залізничних перевезень Львівської залізниці.
Розташована на півночі міста Ковель біля однойменного села Ковельського району Волинської області на перетині двох ліній Ковель — Заболоття та Вербка — Камінь-Каширський між станціями Ковель (2 км) та Мощена (8 км).

## Історія
Станцію було відкрито 1948 року на вже існуючій лінії Ковель — Берестя, відкритій 1873 року. На станції зупиняються лише приміські потяги.